# Прилад нічного бачення

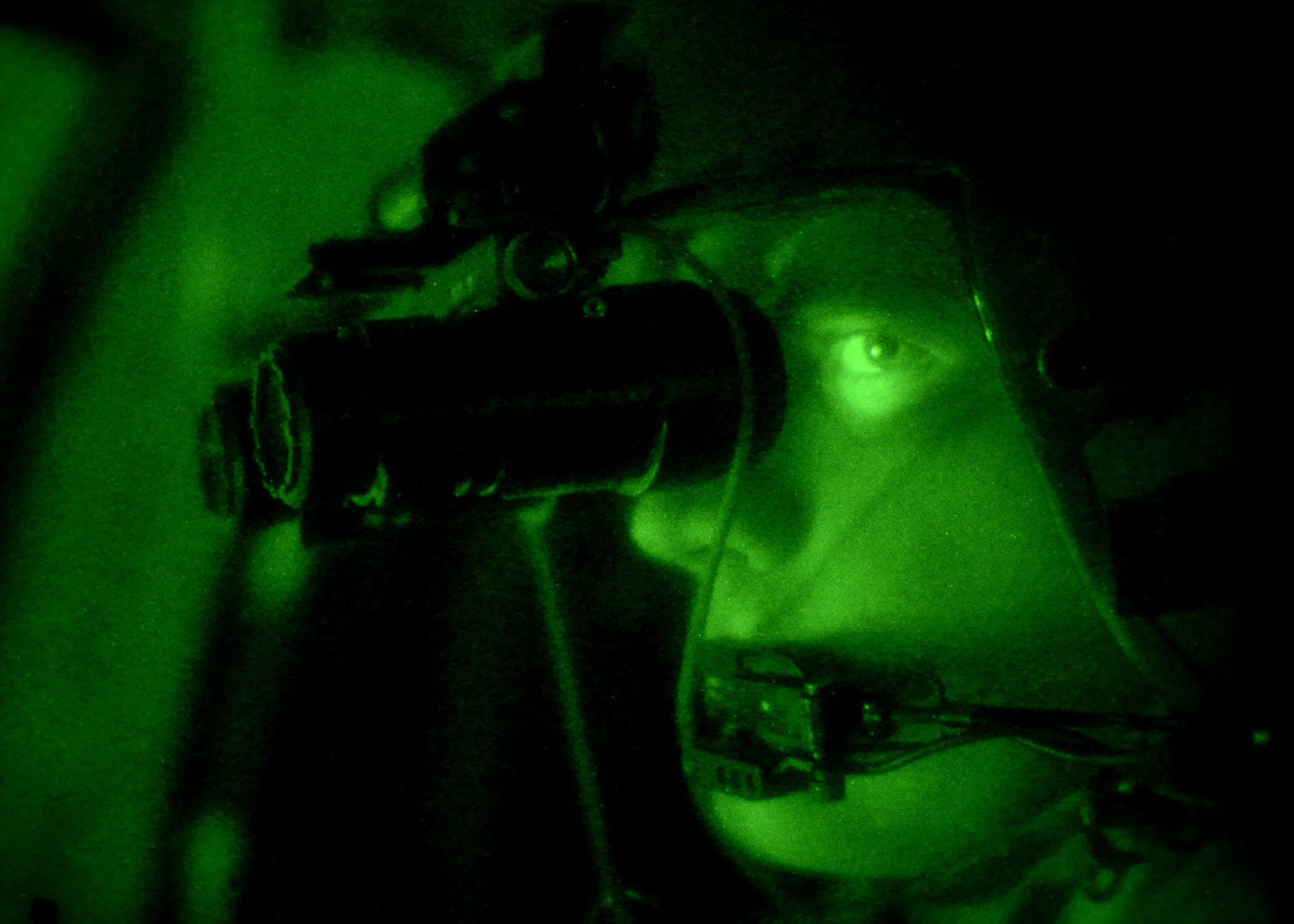
Авіатор ВМС США використовує пару окулярів для нічного спостереження AN/AVS-6, встановлених на шолом

При́лад нічнóго бáчення, ПНБ — оптичний прилад, що слугує для отримання у темряві видимого зображення об'єктів та місцевості. Призначений для виявлення, розпізнавання та спостереження цілей в умовах пониження освітленості.

## Історія
Першу інфрачервону телекамеру для потреб британської ППО у 1929 році винайшов Кальман Тіхань.

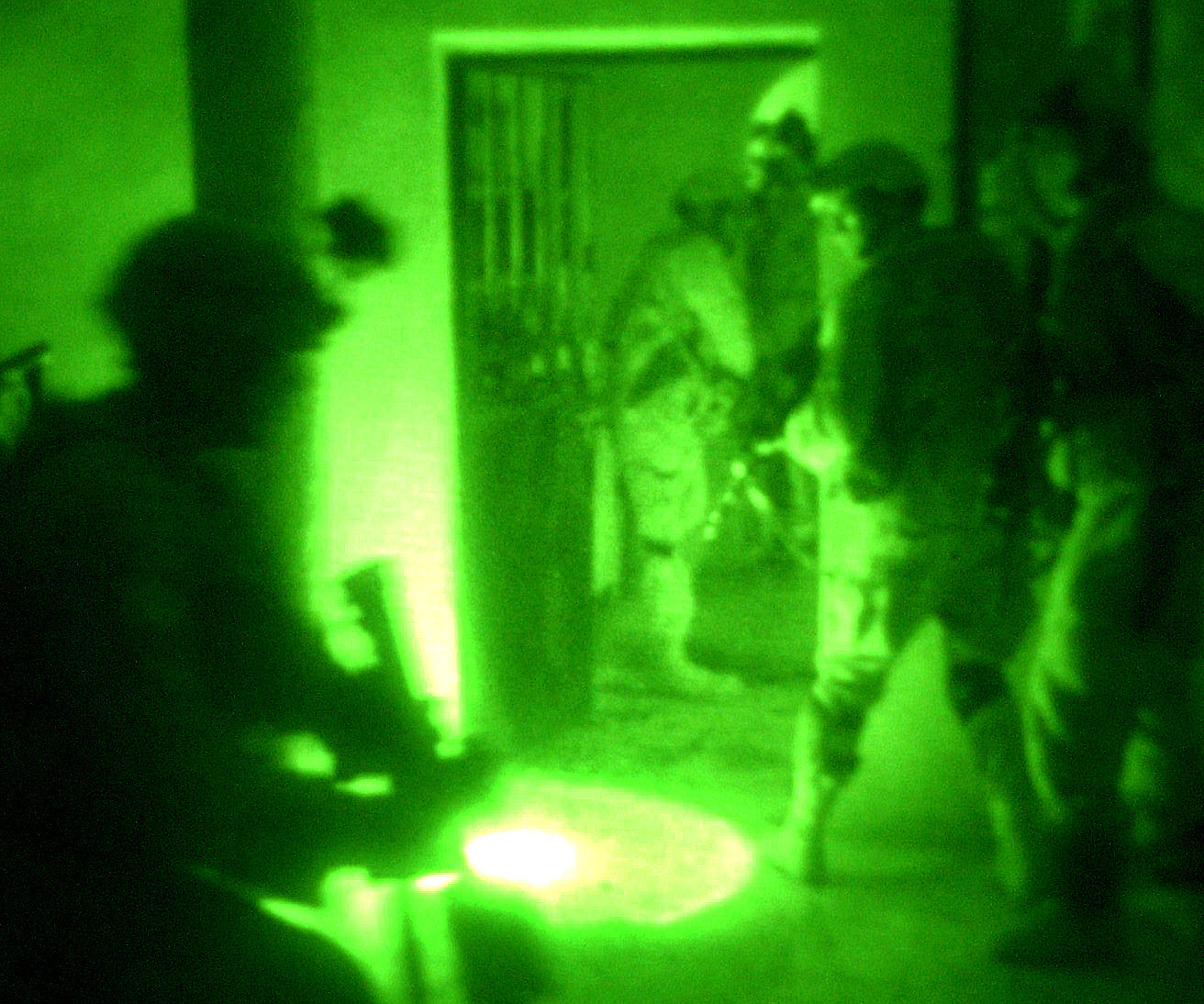
Зображення, зроблене окулярами нічного бачення.

Перший практичний комерційний пристрій нічного бачення розробив у США відомий винахідник Володимир Кузьмич Зворикін (працював на «Radio Corporation of America») в 1930-х роках, та він не мав успіху через великий розмір і вартість. Але слід зазначити, що передумовою для створення приладів нічного бачення стало відкриття у XIX столітті інфрачервоного (теплового) випромінювання. Однак пристрій, здатний «бачити» предмети не в оптичному (видимому), а в інфрачервоному (тепловому) діапазоні спектра, було створено лише у 1934 році. Саме з винаходу першого електронно-оптичного перетворювача у 1934 й почалася історія приладу нічного бачення. Це відбулося в дослідницькому центрі фірми «Philips». Голландський вчений Холст із друзями створив перший перетворювач, який назвали «склянкою Холста». Зрозуміло, що його винахід був недосконалий. Низька якість зображення, велика маса та габарити приладу чинили його практичне застосування справою майбутнього. До того ж фотокатод «склянки Холста» мав високий рівень шумів, для заглушування яких ЕОП потребував охолодження до 40 °C. Попри те, «склянка Холста» активно застосовувалася у ході бойових дій у Другій світовій війні. Є припущення, що нічна танкова атака радянських військ під час форсування Одера була викликана прагненням осліпити німецькі війська, оснащені ПНБ.
Перші військові пристрої нічного бачення було введено німецькою армією ще 1939 року (вони розроблялися компанією AEG з 1935 року). З середини 1943 року почався монтаж та перші тести пристроїв з інфрачервоного нічного бачення (Nacht Jäger) та телескопічних далекомірів на танках Panther. FG 1250 (Sparrow Hawk) для відстані до 600 метрів складався з одного 30 см інфрачервоного прожектора та конвертера зображень, керованого командиром, котрий і давав вказівки водію, як рухатися. 1942 року було випробувано експериментальну радянську версію, яку охрестили ГДН-2. До кінця Другої світової війни німецький рейх обладнав приладами нічного бачення приблизно 63 танки Panther, яких бачили у боях як на Східному, так і на Західному фронтах. Людино-портативна система «Vampir» для піхотинців використовувалася зі штурмовими гвинтівками Sturmgewehr 44. Паралельний розвиток нічних систем бачення відбувся у США. Інфрачервоні нічні прицільні пристрої M1 і M3, також відомі як «sniperscope» або «snooperscope», було введено у армії США під час Другої світової війни, а відтак використовувалися у корейській війні, щоб допомагати снайперам. Вони були активними пристроями, які використовували велике джерело інфрачервоного світла для освітлення цілей.
Подальший розвиток ПНБ отримали вже як у ході Другої світової, так й після неї. Якщо у «склянці Холста» використовувалося пряме перенесення електронів, що зменшувало чутливість приладу, то наступні розробки дозволили за допомоги електростатичного поля сфокусувати їх пучок. В СРСР було розроблено багатокаскадні перетворювачі, де суміщалися декілька удосконалених. Й аж до 1980-х років ці ПНБ постачалися у збройні сили.

## Принцип роботи

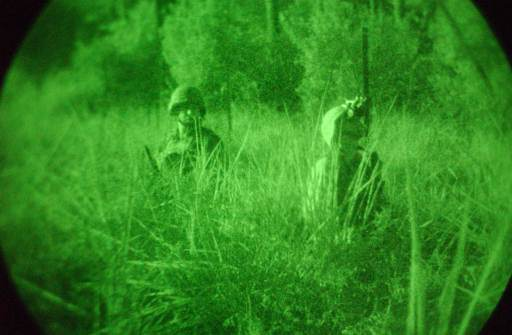
Відтворена приладом нічного бачення картинка з американськими солдатами під покровом ночі. Ірак (2003 р.)

Вигляд поля зору НСПУ

В основі роботи всіх ПНБ лежить один й той же принцип. Зображення в окулярі утворюється за рахунок посилення відбитого від об'єкта спостереження випромінювання (як видимого, так й інфрачервоного). Практично будь-який ПНБ складається з двох основних частин: випромінювач і приймач ІЧ-випромінювання. Випромінювач, як електричний ліхтарик, освітлює об'єкт спостереження. При цьому ІЧ-промені, віддзеркалюючись від об'єкта у точній відповідності з формою й властивостями його поверхні, утворюють невидимий світловий портрет цього об'єкту. У приймачі світлова картинка перетворюється у видиме оком зображення; це забезпечує найважливіша деталь — ЕОП (електронно-оптичний перетворювач); фактично, це і є сам прилад нічного бачення плюс використання спеціальної оптики. Саме у ЕОП знаходиться фотокатод, який, вбираючи фотони світла, випромінює електрони. Електрони під дією електростатичного поля потрапляють на шар люмінофору, тим самим викликаючи випромінювання світла, яке спостерігають на виході ЕОП. Таким чином ЕОП перетворює невидиме оком інфрачервоне або якесь інше випромінювання у видиме, а також підсилює яскравість видимого зображення. Якщо власне ІЧ-випромінювання об'єкта спостереження досить для візуалізації його зображення, випромінювач не вмикають. Конструктивно прилади нічного бачення оформлюються у вигляді бінокля, прицілу до різних видів зброї, фото- та відеокамери. Живлення прилади нічного бачення отримують від акумуляторів. Основне застосування приладів нічного бачення у військовій та розвідувальній апаратурі, незамінні вони на суднах, в автомобілях під час руху у темряві, тумані, в умовах поганої видимості.

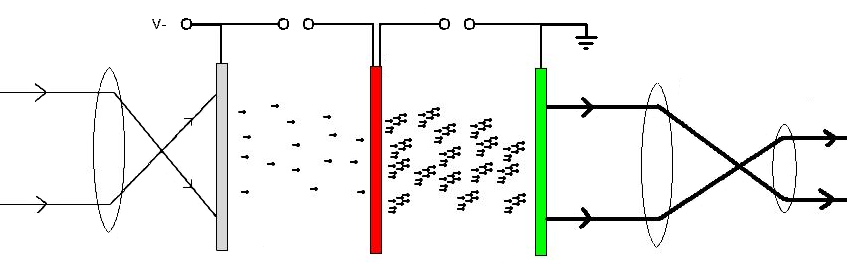
Пристрої II, III та IV покоління використовують мікроканальні пластини для посилення. Фотони з затемненого джерела входять у лінзу об'єктива (зліва) і вдаряють у фотокатод (сіра плитка). Фотокатод випускає електрони, які прискорюються до вищої напруги у мікроканальній пластині (червона). Кожен електрон викликає звільнення кількох електронів від мікроканальної пластини. Електрони притягуються до люмінесцентного екрана високої напруги (зелений). Електрони, що потрапляють на люмінесцентний екран, змушують люмінофор виробляти фотони світла у видимій області екрана через окуляр.

## Основні елементи ПНБ
- Об'єктив
- Електронно-оптичний перетворювач
- Окуляр

## Класифікація ПНБ
Прилади нічного бачення поділяються на:
- пасивні — працюють в умовах природної нічної освітленості
- активні — працюють із підсвічуванням, звичайно в ближньому ІЧ-діапазоні
- активно-імпульсні — працюють з підсвічуванням у пульсуючому режимі роботи фотокатода.

## Покоління ЕОП ПНБ
На сьогодні розрізняють три покоління ПНБ:
- у приладів 1-го покоління дуже низьке посилення, тому дуже важлива для них світлосила. ПНБ з ЕОП 1-го покоління можуть працювати відмінно, але в них треба дуже ретельно підібрати всі компоненти. Недоліком цих приладів є те, що якщо в межі видимості потрапляють яскраві джерела світла (ліхтарі, прожектори), то може бути засвічено все зображення[6].
- ЕОП 2-го покоління відрізняються наявністю спеціального електронного підсилювача. Ресурс цих приладів від 1000 до 3000 годин. Вони мають автоматичне регулювання яскравості, що захищає їх від засвічення при перевищеннях загального рівня яскравості. ПНБ з такими ЕОП можуть добре працювати при дуже низькій освітленості — зоряне небо і зоряне небо з легкою хмарністю[6].
- В ЕОП 3-го покоління застосовуються поліпшені фотокатоди. Ресурс їх втричі більший, ніж у попередніх (до 10 000 годин). І вони відмінно працюють в умовах вкрай низької освітленості[6].

## Інші технології
Льотчики США випробовували панорамні окуляри нічного бачення у березні 2006 року.
ВВС США експериментували з панорамними окулярами нічного бачення (PNVGs), які подвоювали зорове поле користувача, приблизно до 95 градусів, використовуючи чотири 16 мм ЕОП. Вони перебувають на озброєнні льотних екіпажів A-10 Thunderbolt II, MC-130 Combat Talon і AC-130u Spooky.
AN / PSQ-20, виробництва ITT (також відомий як ENVG), сполучує теплове бачення з інтенсифікацією видимого зображення. Його було вперше показано на Виставці 2012 у Лас-Вегасі, штат Невада. Ця технологія називається (CORE); її основна відмінність полягає у введенні керамічної пластини замість одної скляної. Ця пластина виготовляється зі спеціально розроблених керамічних і металевих сплавів, що зменшує спотворення по краях, збільшує фоточутливість і може забезпечити роздільну здатність до 60 л/мм.
Вчені з університету Мічигану розробили контактні лінзи, які можуть виступати як прилад нічного бачення. Об'єктив має тонку смужку графена між шарами скла, який реагує на фотони, завдяки чому темні зображення виглядають яскравіше. Зараз дослідні зразки поглинають лише 2,3 відсотка світла; відсоток давача світла має бути достатнім для того, щоб об'єктив зміг бути життєздатним. Технологію графена може бути розширено для інших видів використання, таких як вітрове скло автомобілів, щоб покращити здатність нічного водіння.

## Радянський Союз і Російська федерація
- Активний прилад дії нічного бачення NSP-2, встановлено на AKML
- НСПУ (1PN34) 3.5x нічного бачення, встановлено на АКС-74У
- 1PN93-2 нічного бачення, встановлено на RPG-7D3

Радянський Союз, а після нього Російська Федерація, розробили цілу низку приладів нічного бачення. Моделі, які використовуються після 1960 року армією Радянською / Російської федерації, позначаються на кшталт 1PNxx (російська: 1ПНхх), де «1ПН» — індекс ГРАУ приладів нічного бачення. «ПН» означає нічний приціл, а «хх» — номер моделі. Різні моделі використовують один і той же тип батарей та механізм для установки на зброю. Остання модель 3 покоління ІІТ (FOM ≤ 2300), розроблена і виготовлена у Російській Федерації, рівна, або має кращі експлуатаційні характеристики, ніж нинішні військові ІІТ-системи, які випущено у США.
- 1PN34 — рефрактор на основі нічного прицілу для низки стрілецької зброї і гранатометів.
- 1PN50 — рефрактор на основі біноклю нічного бачення.
- 1PN51 — відбивач на основі нічного прицілу для низки стрілецької зброї і гранатометів.
- 1PN51-2 — відбивач на основі нічного прицілу для RPG-29.
- 1PN58 — рефрактор на основі нічного прицілу для низки стрілецької зброї і гранатометів.
- 1PN93-2 — відбивач на основі нічного прицілу для RPG-7D3,
- 1PN110 — пізніший нічний приціл для RPG-29.
- 1PN113 — нічний приціл схожий на 1PN110, для SV-98 снайперської гвинтівки.

Армія Російської федерації також розробила серію так званих нічних прицілів «Антиснайпер». Такий приціл є активною системою, яка використовує лазерні імпульси від лазерного діода задля виявлення відбиттів від координаційних елементів оптичних систем противника та оцінює їх діапазон. Виробник стверджує, що ця система не має собі рівних:
- 1PN106 — для гвинтівки СВД і її варіант СВД.
- 1PN119 — для PKMN і легких кулеметів «Печеніг».
- 1PN120 — для снайперської гвинтівки SVDK.
- 1PN121 — для снайперської гвинтівки великого калібру ASVK.
- 1PN123 — для снайперської гвинтівки СВ-98.

## Легальність
Деякі країни (наприклад, Угорщина та інші члени Європейського союзу) регулюють володіння і використання приладів нічного бачення. Німецький закон забороняє такі пристрої, якщо їх мета полягає у тому, щоби бути встановленими на вогнепальну зброю.
У Нідерландах, які є повноправним членом Європейського Союзу, наявність приладів нічного бачення не регулюється, а також не забороняється використовувати їх на вогнепальній зброї. Використання приладів нічного бачення, встановлених на зброю, для нічного полювання допускається лише за наявності спеціального дозволу в певних областях (Велюве) для полювання на дику свиню.
В Ісландії використання приладів нічного бачення для полювання заборонено, але на самі пристрої ніяких обмежень нема.
Нова Зеландія на рятувальних вертольотах використовує кілька комплектів приладів нічного бачення третього покоління, що імпортуються з США, і країна має обмежений доступ до обладнання, щоби відповідати жорстким вимогам щодо їх експорту. Там немає заборон на володіння або використання приладів нічного бачення для стрільби мисливських тварин, таких як: кролики, зайці, олені, свині, тар, сарни, кози, валлабі тощо.